# Лиха беда начало
«Лиха беда начало» — советский художественный фильм режиссёра Владимира Лаптева. Свердловская киностудия, 1985 год.

## Сюжет
Пришедшие на работу в Дом обуви вчерашние школьницы не понимают, почему такое плохое качество обуви, которую поставляет местная обувная фабрика, почему такой плохой ассортимент. Между руководством Дома обуви и молодыми работницами разгорается конфликт.

## В ролях
- Марина Федина — Тамара Березина
- Елена Антоненко
- Михаил Зимин — Горбонос
- Валентин Смирнитский — директор Дома обуви Павел Фёдорович
- Александр Домогаров — Антон, журналист, влюблённый в Тамару
- Валентина Талызина
- Александр Демьяненко — секретарь горкома КПСС Семёнов
- Александр Новиков
- Владимир Зайцев — директор обувной фабрики
- Мария Виноградова
- Анатолий Низовцев
- Андрей Калашников
- Олег Гущин
- Юрий Алексеев —  Виктор Леонидович Гуляев, передовик обувной фабрики
- Сергей Быстрицкий — Костя

## Съёмочная группа
- Автор сценария: Ярослав Филиппов
- Режиссёр: Владимир Лаптев
- Оператор: Анатолий Лесников
- Композитор: Эдуард Богушевский
- Художник: Анатолий Пичугин
- Звукорежиссёр: Геннадий Ерыкалов